# Lepanthes caritensis
Lepanthes caritensis är en orkidéart som beskrevs av Raymond L. Tremblay och James David Ackerman. Lepanthes caritensis ingår i släktet Lepanthes och familjen orkidéer. Inga underarter finns listade i Catalogue of Life.